# Иствуд, Франческа
Франческа Иствуд (англ. Francesca Eastwood; род. 7 августа 1993) — американская актриса, модель, телеведущая и светская львица. Наиболее известна главной ролью в телесериале/реалити-шоу «Миссис Иствуд и компания», в котором снималась вместе со своей семьёй.

## Ранние годы
Родилась в Реддинге, в штате Калифорния. Её родители — актёры Фрэнсис Фишер и Клинт Иствуд. По отцу имеет четырёх сводных сестёр: Кимбер Тёнис, Элисон, Кэтрин Ривз и Морган; а также братьев Кайла и Скотта.
Окончила Stevenson School в Пеббл Биче, в штате Калифорния.

## Карьера
Дебют Иствуд состоялся в реалити шоу «Миссис Иствутд и компания» 20 мая 2012 года. Сериал демонстрировал жизнь девушки, её мачехи Дины Иствуд и сводной сестры Морган Иствуд. Во время снятия эпизода, она, её фотограф Тайлер Шилдс и бойфренд принимали участие в фотосессии, в процессе которой были подожжена биркин-сумка бренда Hermès, стоившая $100,000. Это вызвало отрицательную реакцию зрителей и актриса даже получила угрозы убийством. Шилдс в ответ на нападки ответила следующим образом: «Никого не смущает, когда люди тратят 200,000 долларов на обложку альбома и миллионы долларов на создания фильмов, они тратили деньги, чтобы создать что-то новое, так же поступала и я».
В 2013 году Иствуд завоевала звание «Мисс Золотой Глобус».
В 2017 году вместе со своей матерью Фрэнсис Фишер снялась в эпизоде сериала «Фарго» «The Law of Non-Contradiction» в роли молодой и старой версии Вивиан Лорд.

## Личная жизнь
По состоянию на 2013 год, Иствуд проживала в Лос-Анджелесе и посещала Университет Южной Калифорнии.
17 ноября 2013 года Франческа вышла замуж за брата Джоны Хилла, Джордана Фельдштейна. Свадьба состоялась в Лас-Вегасе, в штате Невада. Спустя неделю после этого, 25 ноября Иствуд подала заявление об аннулировании брака.
16 сентября 2018 года у Иствуд и её бойфренда Александра Рэйта родился сын — Тайтен Рэйт Иствуд.

## Фильмография
| Год  |     | Русское название                 | Оригинальное название       | Роль                        |
| ---- | --- | -------------------------------- | --------------------------- | --------------------------- |
| 1995 | ф   | Счастливые звёзды над Генриеттой | The Stars Fell on Henrietta | Мэри Дэй                    |
| 1995 | ф   | Настоящее преступление           | True Crime                  | Кейт Эверетт                |
| 2014 | с   | —                                | Oh, You Pretty Things!      | Оливия Джонс                |
| 2014 | ф   | Парни из Джерси                  | Jersey Boys                 | первая официантка           |
| 2014 | с   | Восприятие                       | Perception                  | модель-галлюцинация         |
| 2015 | тф  | —                                | Wuthering High              | Эллен                       |
| 2015 | ф   | Последняя девушка                | Final Girl                  | Гвен                        |
| 2015 | тф  | —                                | Mother of All Lies          | Сара Каски                  |
| 2015 | ф   | Дети против монстров             | Kids vs Monsters            | Кэнди                       |
| 2015 | тф  | —                                | Girl Missing                | Джейн Смит                  |
| 2015 | с   | Герои: Возрождение               | Heroes Reborn               | Молли Уокер                 |
| 2016 | ф   | Грешники и праведники            | Outlaws and Angels          | Флоренс Тилдон              |
| 2016 | кор | —                                | Three Deaths                | Кейт                        |
| 2017 | ф   | —                                | MDMA                        | Джанин                      |
| 2017 | ф   | Магистр изящных искусств         | M.F.A.                      | Ноэль                       |
| 2017 | кор | —                                | Rebel in Rising             | повстанец                   |
| 2017 | с   | Фарго                            | Fargo                       | Вивиан Лорд в молодости     |
| 2017 | ф   | Хранилище                        | The Vault                   | Лиа Диллон                  |
| 2017 | с   | Твин Пикс                        | Twin Peaks                  | техасская официантка Кристи |
| 2019 | ф   | Насильственное разделение        | A Violent Separation        | Эль Камино                  |
| 2019 | ф   | Амнезия                          | Awake                       | Дайана                      |
| 2021 | ф   | Время                            | Old                         | Мадрид                      |
| 2021 | ф   | —                                | Attention Attention         | Мика                        |
| 2024 | ф   | Королева ринга                   | Queen of the Ring           | Мэй Янг                     |